# NASDAQ
NASDAQ (oprindelig et akronym for National Association of Securities Dealers Automated Quotations) er et amerikansk elektronisk aktiemarked. Det blev grundlagt af National Association of Securities Dealers (NASD) og begyndte virksomheden 8. februar 1971. Selskabet ejer og driver NASDAQ OMX Group, som ejer Københavns Fondsbørs, der i sin tid blev købt af svenske OMX.
NASDAQ er det aktiemarked i verden med flest noterede selskaber (cirka 3200) og i gennemsnit flest handler pr. dag.